# Pac's Life (singolo)
Pac's Life è un singolo del rapper statunitense Tupac Shakur estratto dall'omonimo album postumo "Pac's Life". È stato prodotto da L. T. Hutton e vi hanno partecipato il rapper T.I. e la cantante R&B Ashanti.

## Informazioni
La canzone campiona il brano Pop Life di Prince. Il testo è stato scritto dagli stessi Tupac, T.I. e Ashanti., sebbene tutta la sua seconda strofa sia stata riciclata da un'altra canzone del rapper, intitolata This Life I Lead.
Il videoclip è stato girato ad Atlanta (Georgia). Ha debuttato il 22 novembre 2006 sull'emittente televisiva BET, mentre il 28 novembre è stato mandato in onda per la prima volta da MTV.

## Andamento in classifica
Pac's Life non ha debuttato all'interno della chart Billboard Hot 100, ma ha raggiunto la posizione n.81 nella Hot R&B/Hip-Hop Songs. In Regno Unito ha raggiunto la posizione n.21.
In Australia, la canzone ha raggiunto la posizione n.1 sull'emittente televisiva MTV, superando i singoli di altrettanti artisti veterani dell'hip hop quali Jay-Z, Eminem, 50 Cent e Nas. Nelle charts ha invece raggiunto la posizione n.34.

## Remix
Un remix del singolo con Snoop Dogg, T.I. e Chris Starr è contenuto nell'album.

## Tracce
CD (UK)
1. Pac's Life (Album version) (featuring T.I. & Ashanti)
2. Scared Straight
3. Pac's Life (Remix) (feat. Snoop Dogg, T.I. & Chris Starr)

## Classifica
| Chart (2006-2007)                     | Posizione massima |
| ------------------------------------- | ----------------- |
| Billboard Hot R&B/Hip-Hop Songs (USA) | 81                |
| Irish Singles Chart (Irlanda)         | 9                 |
| Portugal Singles Top 50 (Portogallo)  | 19                |
| Official Singles Chart (UK)           | 21                |
| Germany Singles Top 50 (Germania)     | 31                |
| ARIA Singles Chart (Australia)        | 34                |
| RIANZ Singles Chart (Nuova Zelanda)   | 38                |